# Gare de Laissey
Gare de Laissey vasútállomás Franciaországban, Laissey településen.

## Vasútvonalak
Az állomást az alábbi vasútvonalak érintik:
- Dole–Belfort-vasútvonal

## Kapcsolódó állomások
A vasútállomáshoz az alábbi állomások vannak a legközelebb:
- Gare de Deluz
- Gare de Baume-les-Dames